# Башир Жмаєль
Башир П'єр Жмаєль (араб. بشير بيار الجميّل; 10 листопада 1947 — 14 вересня 1982) — ліванський військовик, командир військового крила партії Катаїб під час громадянської війни, обраний президентом Лівану, але вбитий до офіційного вступу на посаду.

## Біографія

### Ранні роки
Народився в Бейруті в родині шейха П'єра Жмайєля, одного з лідерів маронітської громади Лівану, засновника й багаторічного керівника праворадикальної християнської партії Катаїб (Ліванська фаланга), та Женев'єви Жмаєль. Був наймолодшим з шести дітей у сім'ї.
Навчався в єзуїтському коледжі «Нотр-Дам-де-Джамхур». Вищу освіту здобував в Університеті Святого Йосипа, отримавши дипломи правника (1971) та політолога (1973). 1972 року впродовж кількох місяців перебував у США, де стажувався в техаському Центрі американського та міжнародного права, а також практикувався у вашингтонській юридичній фірмі. Одночасно з навчанням в університеті проходив курс з цивільної освіти в Ліванському сучасному інституті.
Повернувшись до Лівану, Башир Жмаєль професійно зайнявся адвокатською практикою, відкрив власну юридичну фірму.

### Фалангістська політика та військова підготовка

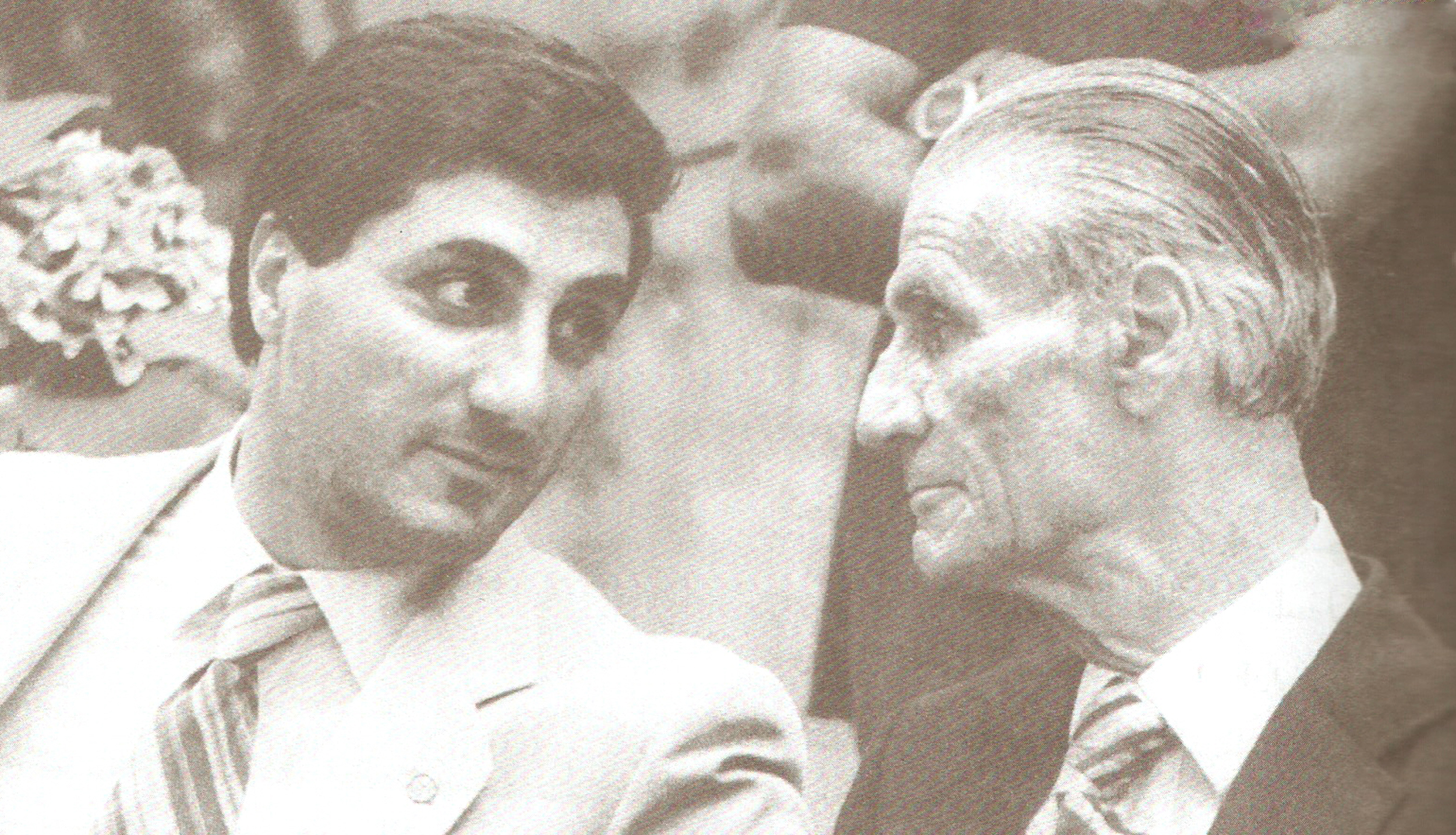
Башир і П'єр Жмайєлі

Башир цілковито поділяв політично-ідеологічні погляди свого батька. Він був переконаним ліванським націоналістом. Розглядав ліванських християн як «частину вільного світу» — особливу національну спільноту з власною соціальною та політичною культурою, котру варто відстоювати всіма засобами, в тому числі через збройну боротьбу. Дотримувався фалангістської соціальної доктрини, виступав з позицій правого популізму. Важливе місце в його світогляді займав непримиренний антикомунізм. Жмаєль був рішучим противником Організації визволення Палестини та палестинської присутності в Лівані.
Від 1959 року Башир Жмаєль був у лавах підліткової фалангістської організації. 1962 року вступив до партії Катаїб. Був активістом фалангістської студентської організації, очолював ланку Катаїб в Університеті Святого Йосипа. 1968 брав участь у студентському колоквіумі, організованому газетою Orient, виступав за самостійний політичний розвиток Лівану на противагу шляху палестинських арабів — що відображало позицію Катаїб.
1970 року Башир Жмаєль зустрівся в Каїрі з президентом Єгипту Гамалем Абдель Насером (організував ту зустріч син Насера, який дружив з Баширом). Згодом в інтерв'ю американській журналістці Барбарі Ньюмен Башир Жмайель згадував:
|  | Я спілкувався з єгипетським президентом. Насер уособлював лінію, проти якої я борюсь: панарабізм, тиранія мусульманської більшості. Втім я поважав його як великого патріота. Насер потиснув мені руку, довго дивився мені у вічі, потім сказав: «Тобі долею призначено привести Ліван до свободи». |

Тоді ж, 1970 року, палестинські бойовики викрали Башира Жмайєля в бейрутському районі Діквані, побили та вивезли до палестинського табору Тель-Заатар. Його звільнили за вісім годин — коли палестинські лідери довідались, що викрали сина П'єра Жмайєля та не наважились на жорсткий конфлікт з Катаїб. Той інцидент багато в чому вплинув на позицію Башира щодо палестинців. Згодом він казав:
|  | Я зателефонував батькові, він тоді був міністром. Мені відповіли, що він на терміновій нараді у президента. Я зателефонував до палацу. Мене не хотіли з’єднувати: «Невже ви не знаєте, що зник його син?» ... Я відчув величезне приниження. Принизили весь наш народ тим, що іноземці хазяйнували в Лівані. Я замкнувся вдома й тиждень ні з ким не розмовляв. Я зрозумів, що зі мною сталося. Я втратив владу над своїм тілом. Це було щось на кшталт зґвалтування. |

1973 року Башир Жмаєль став заступником голови відділення партії Катаїб у районі Ашрафія.
Досягнувши 20-річчя, Башир пройшов військову підготовку в тренувальному таборі збройних формувань Катаїб, що розташовувався в Бікфаї. За кілька років командувач фалангістської міліції Вільям Хауї призначив Башира Жмайєля командиром «Бікфайського загону», що комплектувався в основному студентами-маронітами.
Потім Хауї включив Жмайєля-молодшого до загону BG — елітного підрозділу партійних збройних сил, що протистояв палестинським бойовикам. Разом із Баширом Жмайєлем у тому формуванні служили Фуад Абу Надер, Фадв Фрем, Еліє Хобейка, Самір Джааджаа — ті, хто в майбутньому склали кістяк командування Ліванських сил. 1971 року Башир Жмаєль став інспектором збройних формувань Катаїб.

### Громадянська війна

#### Командир «Ліванських сил»

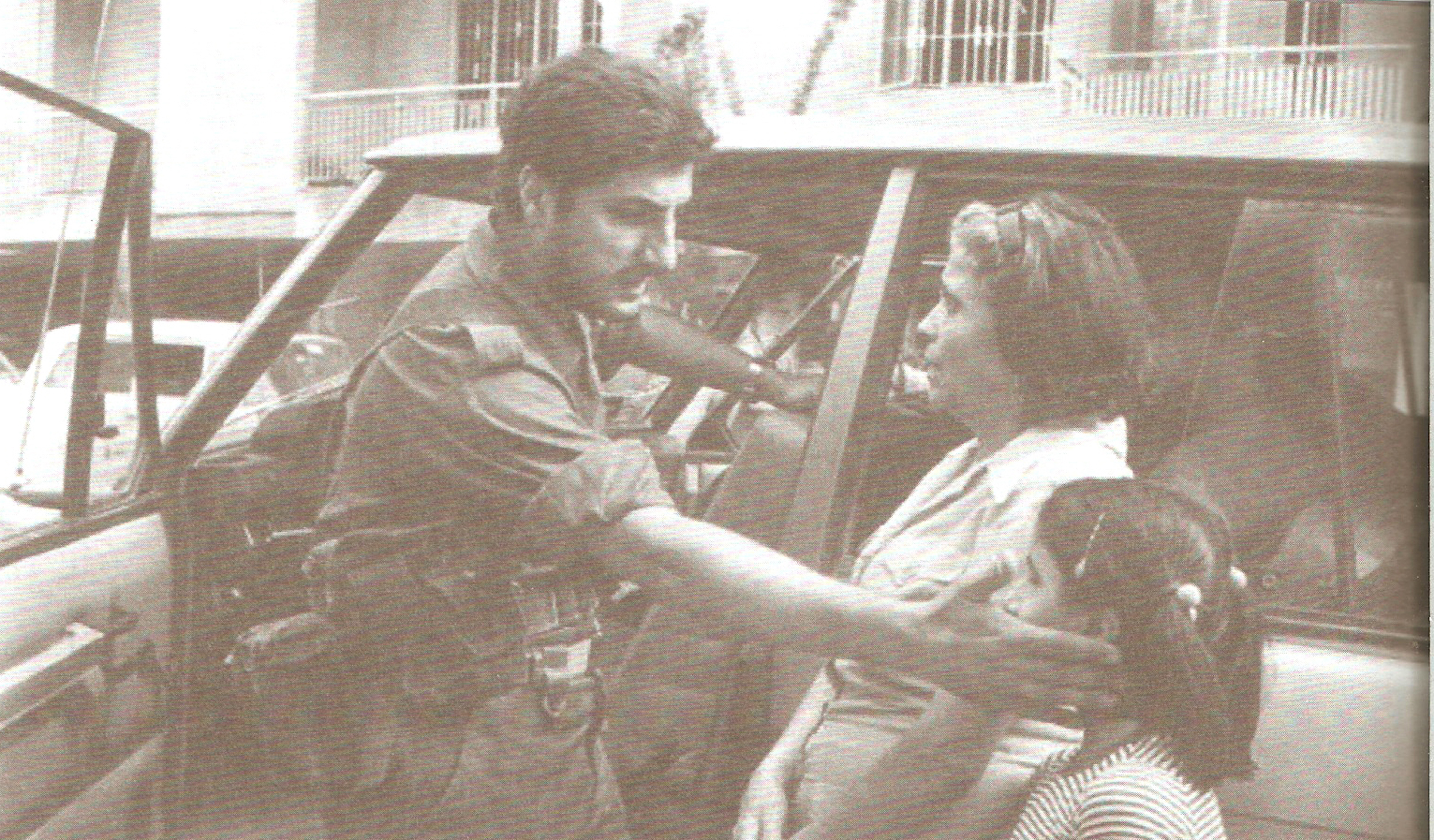
Башир Жмаєль з християнською родиною на бейрутській вулиці

13 квітня 1975 року почалась громадянська війна в Лівані. Башир Жмаєль брав активну участь у бойових діях як один з провідних командирів правохристиянських сил. У перший день війни він організував та очолив засідку під час «Автобусної різанини». Восени 1975 — навесні 1976 років він командував фалангістською міліцією в так званій «Битві готелів», за результатами якої відбулось фактичне розділення Бейрута на зони правохристиянського та «лівомусульманського» контролю. На нього покладалась відповідальність за «Чорну суботу» 6 грудня 1975 й різанину в Карантині 18 січня 1976 — хоча, за низкою свідчень, Башир Жмаєль намагався попередити убивства цивільних осіб.
Влітку 1976 року він був одним з правохристиянських командирів у великій битві за Тель-Заатар. У боях відзначався хоробрістю, демонстрував чесноти ефективного воєначальника. При цьому був схильний до порушень дисципліни на користь політичного радикалізму, через що конфліктував з Вільямом Хауї.
13 липня 1976 року Вільям Хауї загинув під час облоги Тель-Заатара. Фалангістську міліцію — збройні сили Катаїб, найсильніші у право християнському таборі — очолив Башир Жмаєль. Взяття Тель-Заатара — найбільшої військової бази ОВП в Лівані — зміцнило військовий і політичний авторитет Жмайєля-молодшого.
У січні 1976 року найбільші правохристиянські організації — Катаїб (П'єр Жмаєль), НЛП (Каміль Шамун), Стражі кедрів (Етьєн Сакер), Танзім (Фавзі Махфуз), Марада (Сулейман Франжьє) — створили коаліцію Ліванський фронт. Військовим крилом коаліції стали Ліванські сили — об'єднання правохристиянських міліцій, в якому за чисельністю й озброєнню домінували фалангісти. 30 серпня 1976 року — за два тижні після взяття Тель-Заатара — Башир Жмаєль очолив об'єднане командування «Ліванських сил».
При цьому Башир Жмаєль мав серйозні розбіжності з політичним керівництвом «Ліванського фронту». Він засуджував союз правохристиян із Сирією навіть проти ОВП, оскільки вважав режим Хафеза аль-Асада не меншою загрозою незалежності Лівану. Втім, виконуючи директиви політичного керівництва (в тому числі свого батька П'єра Жмайєля), координував дії «Ліванських сил» з сирійськими військами. В результаті було завдано важких поразок так званим «Національно-патріотичним силам» — альянсу ОВП, ПСП, Ліванській комуністичній партії та їхнім союзним організаціям.
Військово-політична конфігурація в Лівані різко змінилась 1978 року. Союз правохристиян з Сирією було розірвано. Ліванські правохристияни, в тому числі партія Катаїб, зажадали виведення сирійського окупаційного контингенту. В лютому—квітні та липні—жовтні 1978 року фалангісти та їхні союзники (Міліція Тигрів НЛП, «Стражі кедрів», «Танзім») вели Стоденну війну проти сирійських військ та вибили їх з християнського сектора Бейрута та християнських районів Гірського Лівану. Той успіх сприяв посиленню політичних амбіцій Башира Жмайєля. Прибічники починали сприймати його не лише як фалангістського командира, але й як лідера всіх християн Лівану. Сам він вирішив інтегрувати під своїм керівництвом усі християнські міліції. Іншим наслідком розриву з Сирією стало швидке зближення фалангістів з Ізраїлем.

#### Боротьба у правохристиянському таборі
З усіх правохристиянських сил тільки рух «Марада» на чолі з президентом Сулейманом Франжьє зберігав альянс із Сирією. Партія Катаїб поступово йшла на зближення з Ізраїлем. «Ліванський фронт» розколовся.
Фалангістами командував Башир Жмаєль, формуваннями Маради (Армія визволення Згарти) — Тоні Франжьє — син президента Франжьє. Після того, як бойовики Тоні Франжьє застрелили Джуда Байєха, головного активіста Катаїб на півночі країни, було ухвалено рішення про ліквідацію збройних сил «Маради».
13 червня 1978 року бойовики Катаїб під командуванням Саміра Джааджаа атакували маєток Тоні Франжьє в місті Еден. У результаті бою загинули понад тридцять осіб. Тоні Франжьє вбили разом з дружиною та дочкою. Башир Жмаєль охарактеризував Еденську різанину як «соціальний бунт проти феодалізму» (клан Франжьє належав до «старої аристократії», натомість Катаїб практикувала соціальний популізм). Сулейман Франжьє оголосив вендету фалангістам. Почались сутички між бойовиками Маради, яких підтримали сирійці, та фалангістами, втім задля уникнення значного числа жертв серед цивільного населення, Башир Жмаєль віддав наказ підлеглим йому військам відступити з контрольованих «Марадою» районів Згарта й Кура до Батруна, а звідти — до Джубейля.
Іншим конкурентом фалангістів і Башира Жмайєля була націонал-ліберальна Міліція Тигрів на чолі з Дані Шамуном. 7 липня 1980 року бойовики-фалангісти влаштували різанину в Сафрі — було вбито близько 200 членів НЛП, в тому числі понад 80 «Тигрів». Самому Дані Шамуну дали піти, щоб не створювати труднощів між батьками — П'єром Жмайєлем і Камілем Шамуном.
Після того Дані Шамун надовго вийшов з військово-політичного протистояння, а Каміль Шамун розпустив «Міліцію Тигрів». Решта бойовиків НЛП ввійшли до складу «Ліванських сил». Панування у правохристиянському таборі партії Катаїб, клану Жмайєлів й особисто Башира стало беззаперечним.

#### Військово-стратегічна перемога

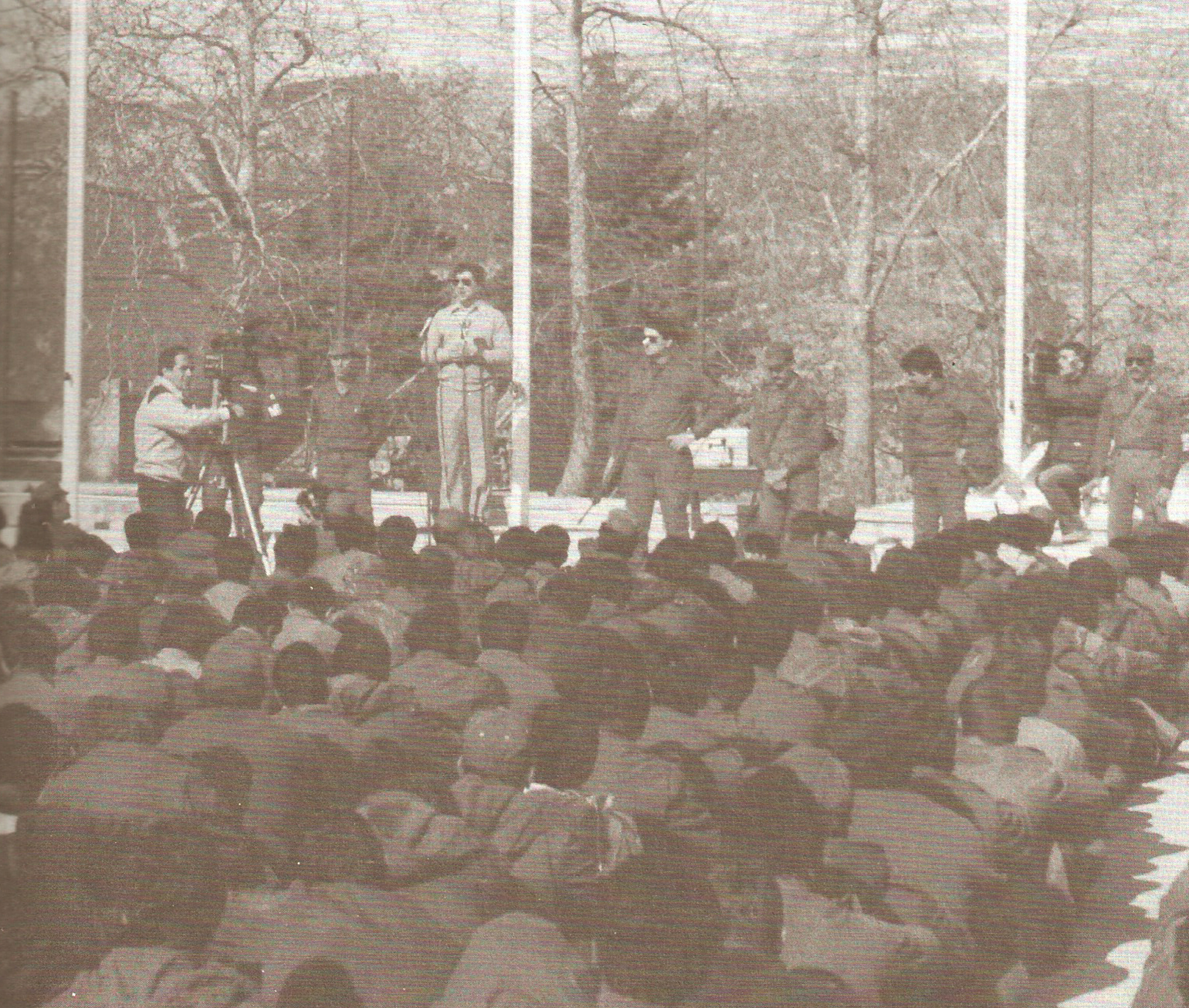
Башир Жмаєль виступає перед фалангістами у військово-тренувальному таборі

У січні 1981 року Башир Жмаєль увійшов до складу політбюро партії Катаїб й очолив партійний Раду безпеки. Тоді ж у Бекаа почалась битва при Захлі між правохристиянами та сирійсько-палестинськими силами. В результаті боїв, що тривали близько пів року, «Ліванські сили» під командуванням Башира Жмайєля здобули стратегічну перемогу (при цьому на боці правохристиян виступив Ізраїль — авіація Армії оборони Ізраїлю нейтралізувала сирійські ВПС). Після повернення до Бейрута було організовану урочисту церемонію нагородження право християнських бійців, які відзначились, Башир Жмаєль виступив з промовою:
|  | Завдяки вам Захла залишилась ліванською та вільною. |

У червні 1982 року Башир Жмаєль став членом Ради національного порятунку, створеної президентом Лівану Ільясом Саркісом. Той орган, до складу якого ввійшло багато впливових християнських і мусульманських діячів Лівану, був покликаний розробити схему політичного врегулювання та припинення громадянської війни.

### Організатор «нової моделі»
Будучи фактичним головою християнського (в основному маронітського) анклаву, що займав територію Східного Бейрута й областей Кесруан, Джубейль і Метн, Башир докладав значних зусиль з благоустрою тих районів. Було створено структури життєзабезпечення християнських територій, цивільного та військового управління. Органи християнського самоврядування — Народні комітети — організували системи суспільного транспорту, енергопостачання, комунального господарства, соціального забезпечення. На християнській території було зосереджено 60 % промислових підприємств країни, функціонували дві радіостанції (політично-пропагандистська Вільний Ліван і комерційна Радіо 102), телестанція, невеликий аеропорт у Хаматі, благодійна організація Ліванська допомога, Ліванська культурна асоціація, Торговий комітет Ашрафії (налагодження споживчого ринку), Фестивальний комітет Ашрафії (проведення видовищних заходів). Група Гамма об'єднала спеціалістів, які планували загальнонаціональний розвиток після громадянської війни та об'єднання Лівану. Активно велась боротьба зі злочинністю, на християнській території злочинність була у 15-20 разів нижчою за решту території країни. Діяв департамент закордонних справ, що мав представництва у столицях великих держав. Башир Жмаєль заявляв:
|  | Мої війська змушені були замінити державу, яку палестинці зруйнували разом із сирійцями. Ми створили шпиталі, суди, молодіжні центри, дитячі будинки, радіостанції. Ми відновимо Ліван, коли вдасться вибити з країни сирійців і палестинців. |

У зовнішній політиці Башир Жмаєль приділяв значну увагу розвитку відносин зі Сполученими Штатами. Він кілька разів відвідував Вашингтон, проводив консультації з представниками Державного департаменту. Цьому сприяла ідеологічна близькість Жмайєля з неоконсервативною республіканською адміністрацією Рональда Рейгана. Останні називав Башира Жмайєля «молодим перспективним лідером, який приніс Лівану світло надії». Ставлення Башира до європейських держав було набагато більш обережним. Він вважав, що європейці схильні до поступок противнику і «готові продати нас за барель нафти». Однак він підтримував дружні контакти з європейськими християнськими демократами, особливо західнонімецькими, і підкреслював тяжіння до ідей французької революції. Попри жорсткий антикомунізм й антисоветизм, Башир Жмаєль вважав за можливе й бажане встановлення ділових відносин та ведення конструктивного діалогу з СРСР (хоча б тому, що Радянський Союз мав вплив на ОВП та Сирію).
З арабських країн найкращим чином складались відносини Жмайєля з Саудівською Аравією. В липні 1982 року він зустрічався в Ер-Ріяді з королем Фахдом. У його поглядах був месіанський момент: Башир вважав, що Ліван прокладає шлях свободи для Арабського світу.
1982 року Башир Жмаєль виступав як визнаний військово-політичний лідер правохристиянського табору та християнської громади в цілому. За словами Фуада Абу Надера, під керівництвом Башира в Лівані вироблялась «модель для всього світу», що базувалась на принципах солідаризму.

### Обраний президент
6 червня 1982 року до Лівану вдерлись ізраїльські війська. «Ліванські сили» не брали активної участі в бойових діях, але в принципі були на боці Ізраїлю у війні проти ОВП (міністр оборони Ізраїлю Аріель Шарон завчасно попередив Башира Жмайєля про удар). У серпні палестинські формування вигнали з Лівану. Дещо раніше, 24 липня 1982 року, Башир Жмаєль висунув свою кандидатуру й 23 серпня того ж року був обраний президентом Лівану. За нього проголосували 57 депутатів ліванського парламенту (5 утримались). Башир Жмаєль набув підтримки впливових постатей мусульманських громад — експрем'єра Саїба Салама від сунітів, Камеля Асаада й Набіха Беррі від шиїтів. З боку друзів Башира підтримав емір Маджид Арслан.

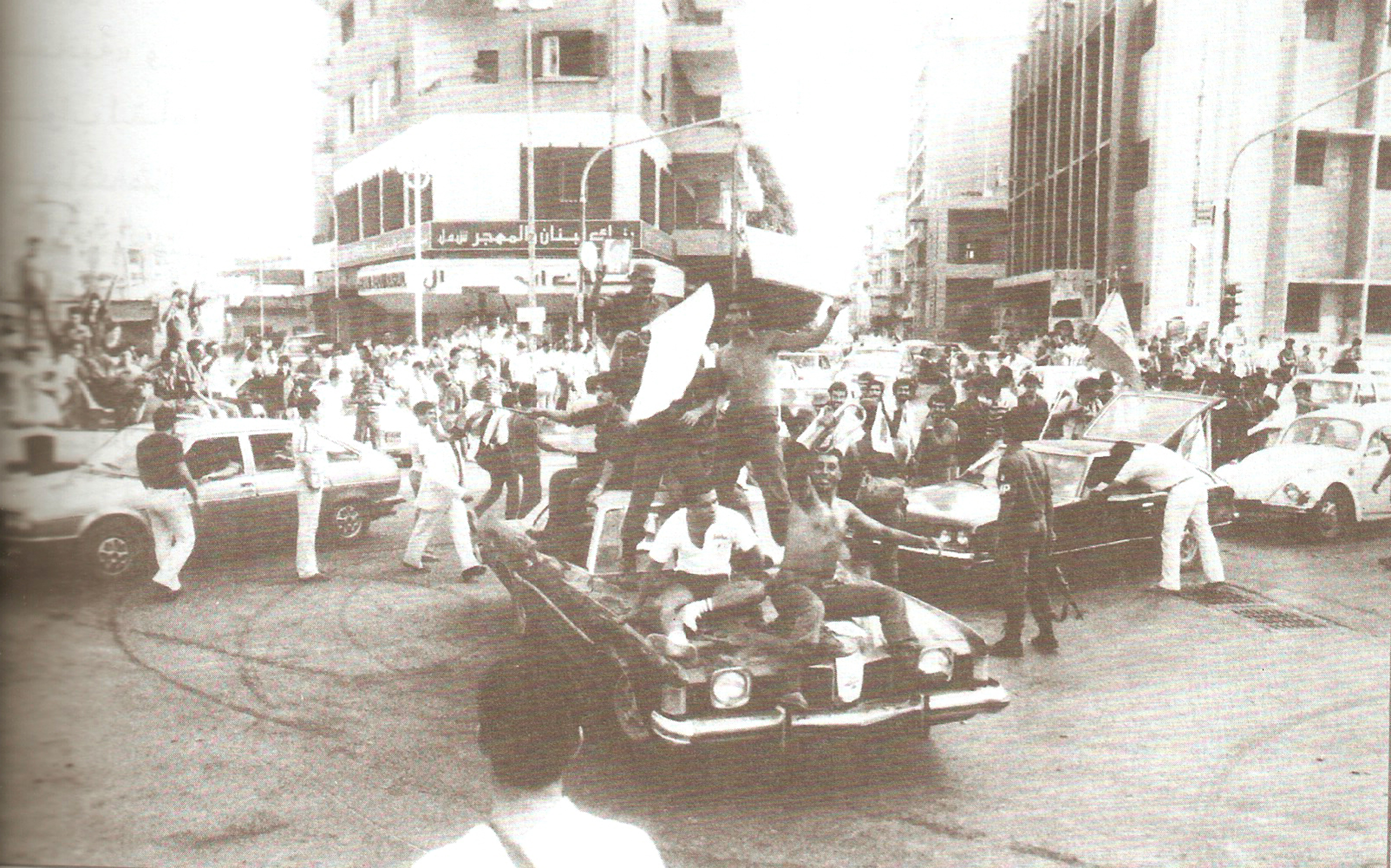
Жителі Бейрута святкують обрання Башира Жмайєля президентом країни

Ще не вступивши на посаду, Башир Жмаєль видав низку вказівок, спрямованих на припинення збройного протистояння та налагодження регулярного життєзабезпечення. Бійці «Ліванських сил» припинили публічно з'являтись у формі та зі зброєю. Єдиною збройною силою в Бейруті стала урядова армія, що зайняла основні об'єкти й магістралі; було забезпечено безпеку виробництва й торгівлі; відновив свою роботу бейрутський порт.
1 вересня 1982 року в Нагарії відбулась зустріч Башира Жмайєля з прем'єр-міністром Ізраїлю Менахемом Беґіном. Попри фактичний союз, досягнути домовленостей не вдалось. Беґін вимагав негайного укладення мирного договору на ізраїльських умовах; натомість Жмаєль, який домагався виходу з Лівану всіх іноземних збройних сил — палестинських, сирійських, ізраїльських — наполягав на встановленні терміну виведення ЦАХАЛ. Зустріч завершилась безрезультатно, сторони залишились невдоволеними одна одною. Однак у цілому обрання Жмайєля президентом створювало перспективу перетворення Лівану на ізраїльського союзника.

### Убивство
14 вересня 1982 року в бейрутській штаб-квартирі Катаїб стався потужний вибух. Загинули 27 осіб, серед яких був і Башир Жмаєль.
Виконавцем убивства був член Сирійської соціальної націоналістичної партії (ССНП) Хабіб Таніус Шартуні, агент сирійських спецслужб. Він жив з родиною в невеликій квартирі на верхньому поверсі штаб-квартири партії Катаїб, його дядько був охоронцем Башира, а сестра — подругою одного з помічників обраного президента. Довідавшись про те, що 14 вересня Жмаєль виступить у штаб-квартирі з прощальною промовою, оскільки залишає партійний пост перед вступом на посаду президента, Шартуні вночі встановив у кімнаті на другому поверсі потужний вибуховий пристрій. Він був оснащений підривником японського виробництва, що дозволяв детонувати заряд з відстані в кілька кілометрів. Коли Башир Жмаєль підійнявся до конференц-зали, Шартуні сів в авто та виїхав у напрямку Східного Бейрута.
Виступ майбутнього президента розпочався о 16:00, а о 16:10 Шартуні в автомобілі натиснув на кнопку дистанційного управління, і триповерхова будівля штаб-квартири злетіла у повітря й обрушилась. Впізнати тіло Жмайєля відразу не вдалося, тільки наступного дня його ідентифікували за каблучкою та листом сестри, що лежав у кишені.
Вже перебуваючи за кермом, Шартуні згадав, що його сестра залишилась у приреченій будівлі та попередив її. За кілька хвилин до вибуху вона з криками вибігла, що й дало можливість швидко викрити її брата. Шартуні заарештували. Під час слідства він заявив, що вважав Башира Жмайєля «зрадником» через його дружбу з Ізраїлем. Припускають, що вбивство організував лідер ССНП Ассад Хардан за завданням з Дамаска.
Після загибелі Башира Жмайєля президентом Лівану став його старший брат — Амін. «Ліванські сили» очолив заступник Башира — Фаді Фрем, начальником штабу став племінник Башира — Фуад Абу Надер. За чотири дні після вбивства ліванські формування під командуванням Ільяса Хобейки знищили палестинські табори Сабра й Шатіла.

### Наслідки загибелі
Загибель Башира Жмайєля стала потужним ударом по партії Катаїб, «Ліванським силам» і правохристиянському руху в цілому. Йому не могли знайти адекватної заміни.
П'єр Жмаєль був уже старим чоловіком і помер за два роки після молодшого сина. Амін Жмайеєль не мав волі, авторитету й популярності молодшого брата. Самір Джааджаа мав забагато ворогів у власному ж таборі. Ільяс Хобейка до того часу зв'язався з сирійськими спецслужбами. Фаді Фрем був військовим командиром, але не політиком. Теоретично наступником Башира міг стати Фуад Абу Надер — ефективний і популярний командир, член родини Жмайєлів — але він категорично відмовлявся брати участь у християнських міжусобицях і, тим більше, придушувати їх, без чого було неможливо консолідувати рух.
Від 1983 року громадянська війна в Лівані перейшла в новий запеклий цикл. У середині 1980-х років відбувся розкол партії Катаїб і «Ліванських сил». Джааджаа та Хобейка фактично повели другу громадянську війну спочатку між собою, потім проти генерала Мішеля Ауна. Міжусобна боротьба підірвала правохристиянський табір і сприяла встановленню фактичної сирійської окупації 1990 року. Відновити суверенітет Лівану вдалося лише Кедровій революції 2005 року.
Башир Жмаєль залишається кумиром християнської громади Лівану, особливо партії Катаїб та її прибічників. Усі відомі правохристиянські діячі — навіть ті, що ворогували одне з одним — постійно апелюють до його постаті. Ветерани-фалангісти називають Башира Жмайєля «наш президент навіки». Башира Жмайєля шанують у міжнародних колах правої християнської демократії й солідаристських організаціях.

## Приватне життя
Люди, які близько знали Башира Жмайєля (наприклад, Фуад Абу Надер, Жослін Хуейрі, Масуд Ашкар), згадують його як особу цілеспрямовану, наполегливу, надзвичайно харизматичну, рішучу та жорстку в боротьбі, але водночас товариську, веселу й доброзичливу. Відзначаються також такі його риси, як «природжене лідерство», вміння формувати й керувати командою.
З іншого боку, відомий фалангістський бойовик Роберт Хатем відзначав, що Башир, «вождь і символ християнської революції», був беззаперечно відданим ліванським християнам у цілому, як соціально-філософському поняттю, але відзначався жорстокою байдужістю до конкретних людей, зверхністю до соратників.
1977 року Башир Жмаєль одружився з Соланж Тутунжі. Від того шлюбу народились троє дітей.
Мая Жмаєль, дочка Башира, загинула 1980 у дворічному віці в результаті вибуху автомобіля, в який мав сісти її батько. Того ж року народилась Юмна Жмаєль. Надім Жмаєль, син Башира, народився 1 травня 1982 року, незадовго до загибелі батька.
Соланж Жмаєль нині відіграє провідну роль у сучасній партії Катаїб. У 2005—2009 роках вона була депутаткою парламенту. Надім і Юмна Жмайєлі — також активісти Катаїб. Надім від 2009 року — депутат парламенту (своїм мандатом йому фактично поступилась мати, відмовившись балотуватись на його користь). Всі троє брали участь у Кедровій революції, позиціонуються як продовжувачі справи Башира Жмайєля.
П'єр Амін Жмаєль, племінник Башира Жмайєля, був видатним діячем Катаїб і міністром промисловості Лівану. Його вбивство терористами 2006 року порівнювали з загибеллю дядька. Інший племінник — Самі Жмаєль — від 2015 року є головою Катаїб.

## У культурі
Портретний образ Башира, як супутній до подій у Сабрі та Шатілі, фігурує в повнометражному анімаційному фільмі «Вальс із Баширом» (2008, Ізраїль).